# Gustav Heistermann von Ziehlberg
Gustav Dietrich Adolf Heistermann von Ziehlberg (10 décembre 1898 à Hohensalza - 2 février 1945 à la Prison de Spandau, Berlin) est un Generalleutnant allemand qui a servi au sein de la Heer dans la Wehrmacht pendant la Seconde Guerre mondiale.
Il a été récipiendaire de la Croix de chevalier de la Croix de fer. Cette décoration est attribuée pour récompenser un acte d'une extrême bravoure sur le champ de bataille ou un commandement militaire avec succès.

## Biographie

### Complot du 20 juillet, arrestation et l'exécution
Le 27 juillet 1944, Gustav Heistermann von Ziehlberg reçoit l'ordre d'arrêter le Major Joachim Kuhn pour son implication dans le complot du 20 juillet. Heistermann von Ziehlberg n'exécute pas l'ordre et Kuhn en profite pour faire défection aux forces soviétiques. Heistermann von Ziehlberg a été accusé de désobéissance, négligente et condamné à 7 mois de prison, mais il a été gracié pour ses services précédents.
En novembre, il est arrêté et est radié et dépouillé de tous les honneurs, grades et titres. Il est fusillé le 2 février 1945 à la Prison de Spandau à Berlin.

## Décorations
- Croix de fer (1914)
  - 2e Classe
  - 1re Classe
- Croix d'honneur
- Agrafe de la Croix de fer (1939)
  - 2e Classe
  - 1re Classe
- Insigne des blessés (1939)
  - en Argent
- Croix de chevalier de la Croix de fer
  - Croix de chevalier le 27 juillet 1944 en tant que Generalleutnant et commandant de la 28. Jäger-Division[1][Notes 1]